# بونتو شيك
بونتو شيك (بالبرتغالية: Ponto Chique‏)؛ بلدية تقع في شمال ولاية ميناس جيرايس البرازيلية. في عام 2007 كان عدد سكانها يصل إلى 4046 نسمة، في حين أن مساحتها تصل إلى 602 كيلومتر مربع. أصبحت بلدية في عام 1997.

## الموقع
تقع البلدة على ارتفاع 476 مترًا من الضفة اليمنى لنهر ساو فرانسيسكو. ترتبط بالطرق الرئيسية إلى بلدة كوراساو دي جيسوس. وهي تنتمي إلى المنطقة الجزئية الإحصائية لبلدة مونتيس كلاروس. والبلديات المجاورة هي أوباي وإبيياي وكامبو أزول وبوريتيزيرو وكوراساو دي جيسوس وسانتا في دي ميناس وساو روماو.

### المسافات
- بيلو هوريزونتي: 459 كم.
- كاشويرا دو مانتيجا: 11 كم.
- كوراساو دي جيسوس: 72 كم.

## أنشطة اقتصادية
تربية الماشية والتجارة وزراعة الكفاف تعد من أهم الأنشطة الاقتصادية في البلدة. في عام 2005 بلغ الناتج المحلي الإجمالي 15,774,000 ريال برازيلي. تقع البلدة في المستوى الأدنى من البلديات في الولاية فيما يتعلق بالتنمية الاقتصادية والاجتماعية.
تعاني من العزلة وتربة فقيرة وجفاف دوري. منذ عام 2007 لم تكن هناك وكالات مصرفية في المدينة. وهناك تجارة تجزئة صغيرة تخدم المنطقة المحيطة.
في الريف كان هناك 240 منشأة توظف نحو 700 عامل. و35 مزرعة فقط بها جرارات. كان هناك 31 سيارة في جميع أنحاء البلدية. و33 ألف رأس ماشية في عام 2006. تبلغ مساحة الأراضي المزروعة أكثر من 100 هكتار وتنتج الفول وقصب السكر والمنيهوت والذرة.

## الصحة والتعليم
في قطاع الصحة، كان هناك عيادتان فقط ولا مستشفيات. في قطاع التعليم هناك 3 مدارس ابتدائية ومدرسة واحدة متوسطة.
- مؤشر التنمية البشرية للبلديات: 0.660 (2000)
- ترتيب الولاية: 711 من أصل 853 بلدية اعتبارًا من عام 2000
- الترتيب الوطني: 3608 بلدية من أصل 5138 بلدية اعتبارًا من عام 2000